# Miss Bala
Miss Bala è un film drammatico del 2011 diretto da Gerardo Naranjo con Stephanie Sigman, Irene Azuela, Noé Hernández e James Russo.
È stato presentato nella sezione Un Certain Regard del Festival di Cannes 2011. Selezionato per concorrere come miglior film straniero alla 84ª edizione degli Oscar, non ha raggiunto la candidatura finale.

## Trama
Una ragazza, alta e snella, proveniente da una famiglia povera di Tijuana, sogna di partecipare ad un concorso di bellezza con la sua migliore amica Suzu. I suoi piani prendono una brutta piega in una discoteca della malavita, quando incontra il narcotrafficante Lino che la obbliga ad operare per la sua banda. 
Da quel momento in poi, prende luogo una lunga escalation di violenza e tensione.

## Remake
A febbraio 2019 è stato distribuito nelle sale cinematografiche statunitensi un remake intitolato Miss Bala diretto da  Catherine Hardwicke.